# Eremo di Poggio Conte
L'Eremo di Poggio Conte, conosciuto anche come Romitorio di San Colombano, si trova nel comune di Ischia di Castro sul confine tra Lazio e Toscana.

L'eremo risale al 1027 ed è rimasto in funzione almeno fino al XIV secolo.

## Romitorio
Per arrivare al romitorio è necessario percorrere, tra una fitta vegetazione, un sentiero di terra battuta che costeggia il fiume Fiora. Vicino all'eremo si trova una cascata il cui getto d'acqua va a cadere su una roccia appuntita posta sul fondo della gola vulcanica. Salendo attraverso una ripida scalinata, ricavata nella parete di roccia vulcanica, si trovano gli ingressi di due grotte dallo spazio interno ridotto. È possibile che le grotte fossero tombe etrusche a camera in seguito ampliate dagli eremiti e utilizzate come abitazione: quest'ultimo impiego è testimoniato dalle mensole scavate nella roccia e dai resti di una canna fumaria. Adiacente a questi ambienti si trova una chiesa. Sia quest’ultima che le due grotte sono scolpite nel tufo e presentano quindi molti segni di corrosione.

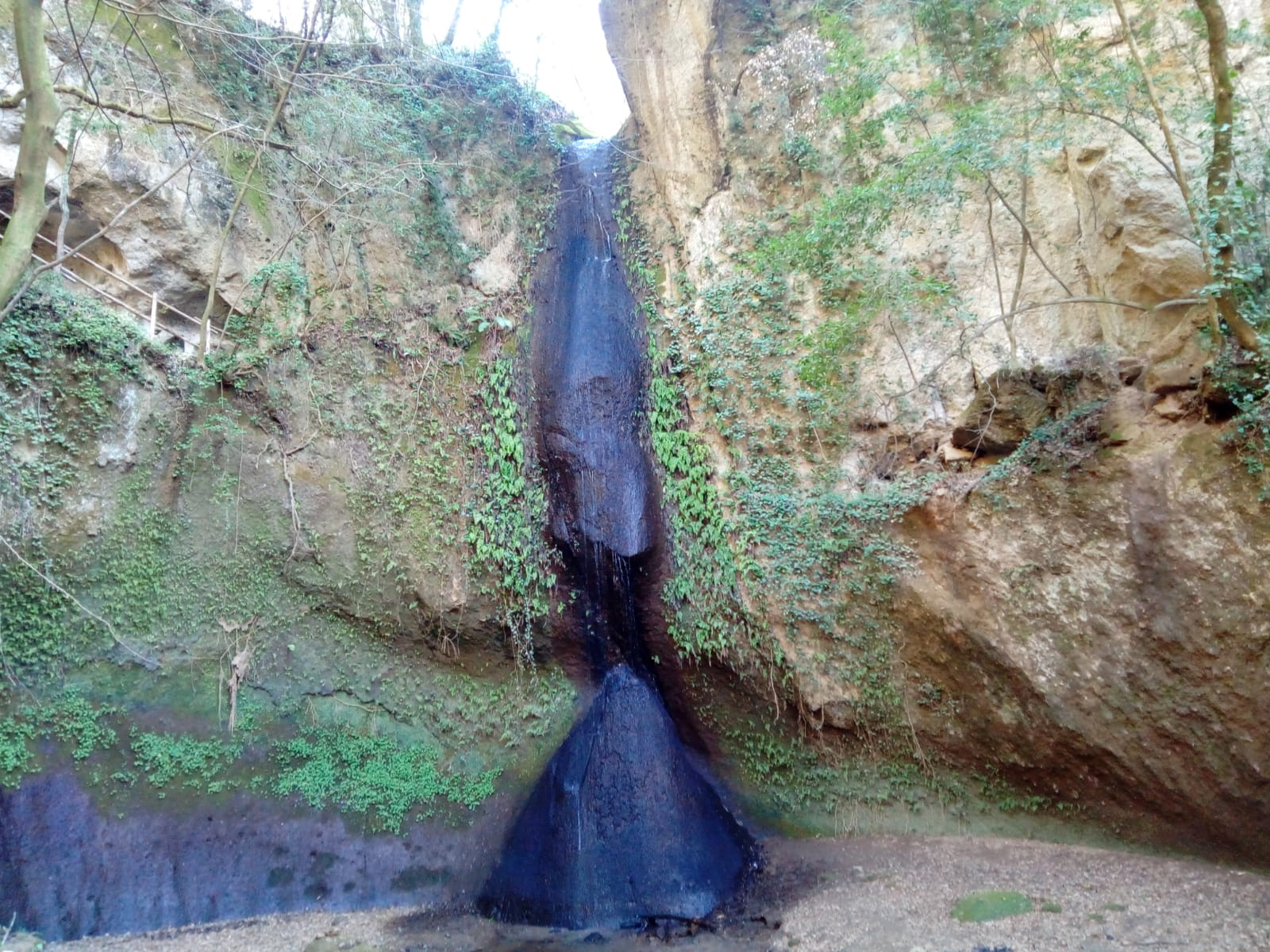
Cascata dell'Eremo di Poggio Conte

## La chiesa
L’architettura, di tipo gotico-cistercense, è in buono stato di conservazione. 
La porta d’ingresso è sormontata da un grande foro (80 cm di diametro) che dà luce all'interno della chiesa.
All'interno, la chiesa è composta da due locali quadrangolari: quello d’ingresso presenta una copertura a cupola con pilastri, montanti e capitelli, quello di fondo ha una volta a crociera e un’abside. La cupola del primo ambiente presenta un disegno floreale e quattro pilastri a fascio con capitelli cubici. L’abside è a terminazione rettilinea e presenta tre sedili di cui lo scranno centrale è a nicchia cuspidata con al centro i resti di un altare.
La chiesa è interamente decorata con sculture e pitture raffiguranti motivi geometrici, floreali e simbolici. Un triangolo rovesciato è inciso sul capitello della colonna di sinistra e lo stesso simbolo si ritrova all’esterno dell’adiacente abitazione. Si tratta di un simbolo templare che rappresentava il numero tre.
Gli affreschi sono stati realizzati con colori brillanti, come ocra, rosso e azzurro limitati da bordi scuri: questo è un tipo di pittura di rara reperibilità.
Nell'ambiente d'ingresso sono scolpite, in alto vicino al soffitto, dodici nicchie. La tredicesima, più alta e profonda delle altre, durante l’equinozio d’autunno è raggiunta da un raggio di sole che penetra dal foro sopra la porta. Nelle nicchie venivano esposte delle pale di tufo con le immagini dei dodici apostoli, mentre quella sovrastante era riservata al Cristo. Le pale superstiti, sei in tutto, sono attribuite a un maestro laziale del XII o XIII secolo e sono esposte nel Museo Civico di Ischia di Castro.
La volta a crociera dell’ambiente di fondo presenta affreschi in due sezioni separate: in una sono rappresentati falli di diverso colore, nell'altra dei quadrilateri a forma quasi rombica, anch'essi colorati. Si suppone che si tratti della simbologia sessuale maschile e femminile, in una sorta di dualismo applicato alla decorazione.
Altre fonti portano l'Eremo anche ad uso cerimoniale soprattutto nella fase del Solstizio d'Inverno quando il Sole, attraverso il foro del rosone, raggiunge con i suoi raggi il centro dell'altare.
All'interno sono ben definite le coordinate di Est (oggi visti i secoli leggermente spostato sull'asse) con lo scranno del Maestro, l'Ovest con l'ingresso al Tempio, le due aree laterali come Nord e Sud e le quattro coordinate "femminine" con le quattro colonne rispettivamente il Nord-est, Sud-Est e cosi via. Partendo dalla colonna di Nord-Est ove ancora ben visibile il segno del triangolo rovesciato noto come l'elemento Alchemico dell'Acqua, sulla colonna di Nord-Ovest (a sinistra dell'ingresso) si scorge ancora un minimo di triangolo con punta verso l'alto indice alchemico del Fuoco, nelle altre colonne rispettivamente a quanto incline alla Tradizione Alchemica ci sono i simboli dell'Aria e dell'Acqua con la colonna di ingresso a destra e quella vicino all'altare sempre di destra.
Infine il cartiglio nel soffitto rappresenta il centro perpendicolare di queste Forze.

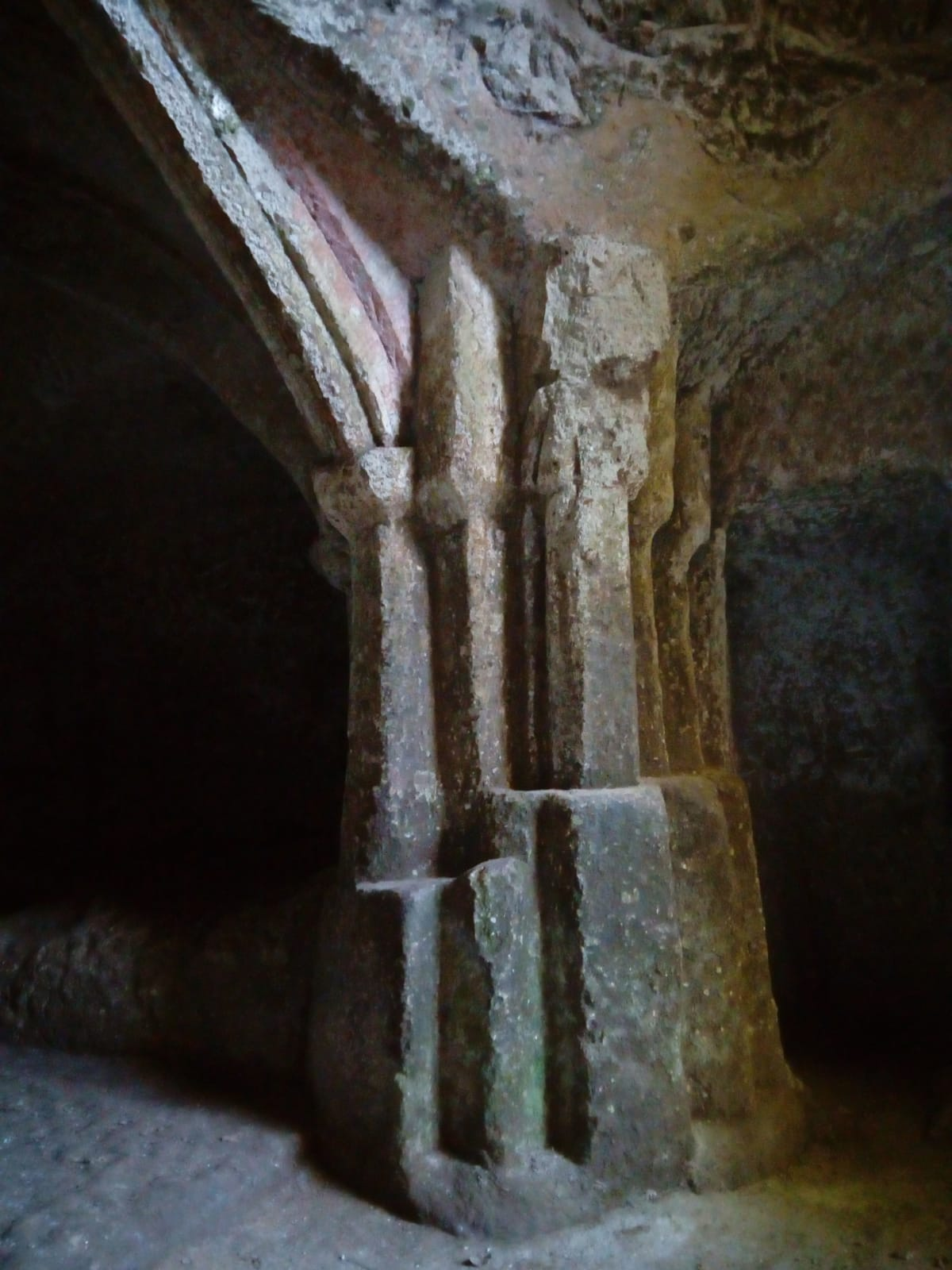
Pilastri a fascio

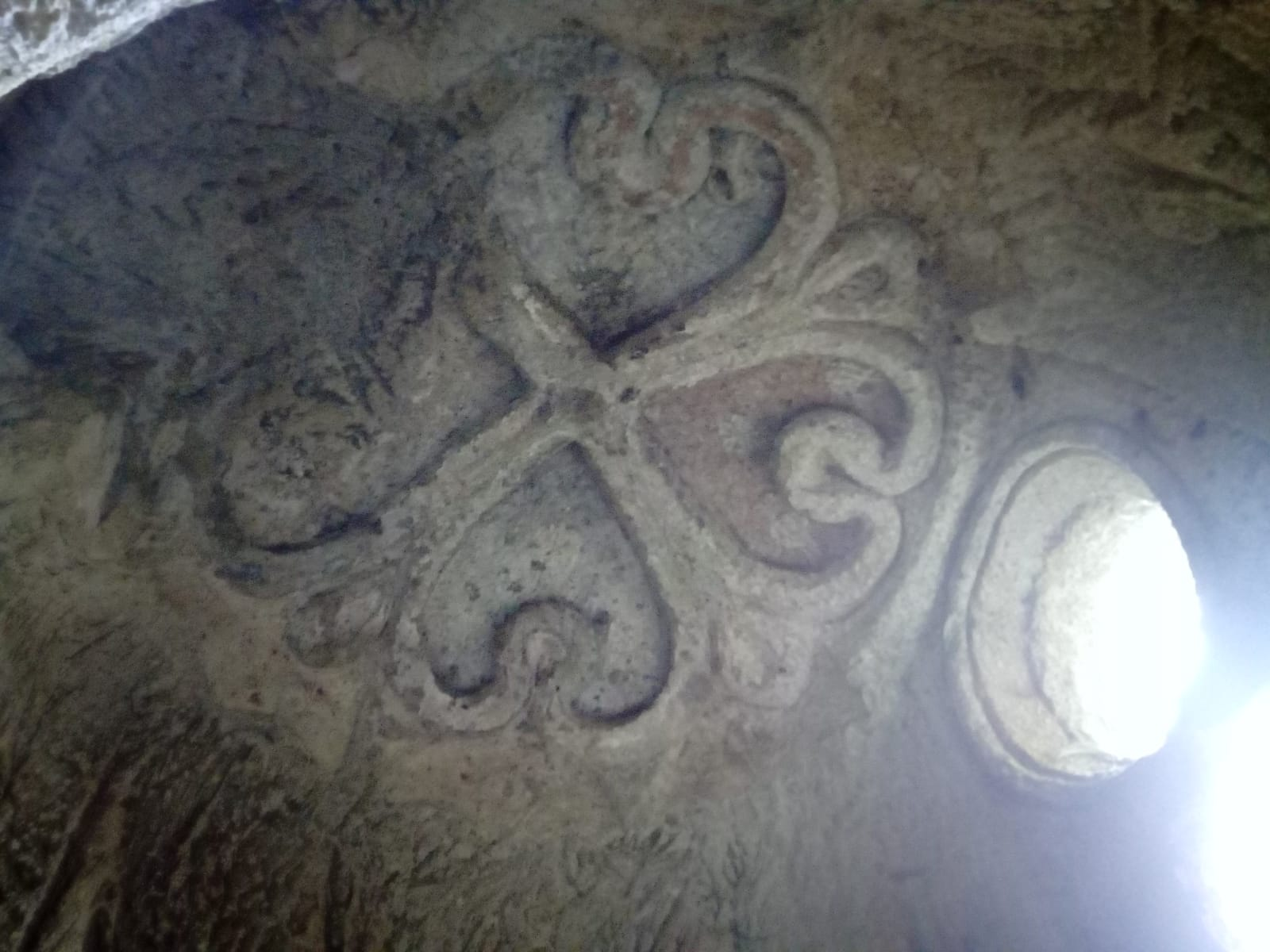
Affresco della volta

## La vita nell'eremo
Dalle numerose piante di vite e di fico trovate nei pressi della cascata si può supporre l’esistenza di un orto, al quale gli eremiti si dedicavano unitamente all’allevamento di capre, da cui ricavavano latte e formaggio, e alla pesca. Il ricavato delle loro attività, a volte, veniva scambiato con i confratelli del vicino Monastero di San Colombano in cambio di pane o altri oggetti indispensabili alla vita in solitudine.

## Storia
L'eremo viene citato già nel 1027 in una carta di donazione, ma la sofisticata opera architettonica e pittorica degli interni si colloca tra il XII e il XIII secolo.
La chiesa in alcuni documenti storici viene menzionata come appartenente al monastero di San Colombano.

### Il rapporto con l'ordine templare
Secondo alcune ipotesi l'eremo potrebbe essere appartenuto all’Ordine Templare. In particolare i simboli floreali e naturalistici dipinti sulle volte e sugli archi della chiesa esprimono il dualismo che era alla base del credo templare e non trovano corrispondenti in altri edifici cristiani dell’epoca.
In questa parte della Maremma, attraversata dalla Via Clodia, antica via consolare romana che collegava Roma a Saturnia, l'ordine aveva in effetti stabilito numerose stazioni e templi. Un ulteriore indizio è dato dalla consacrazione dell’eremo a San Colombano, principale santo e patrono dei Templari.
Il romitorio potrebbe essere stato tolto all’Ordine del Tempio in conseguenza alla soppressione dell’ordine stesso, nel 1312, decisa da papa Clemente V.
Solo successivamente furono scavate le tredici nicchie adibite a contenere le pale di tufo raffiguranti i dodici apostoli e il Cristo, sacrificando parte dell’originario affresco nella volta, raffigurante un quadrifoglio che, se guardato con la giusta inclinazione, sembra rappresentare una croce ancorata, che fu la terza croce dell’Ordine adottata dopo il 1147. Lo scavo delle nicchie danneggiò anche l’elemento serpentiforme che forma la crociera della volta stessa.